# Disphragis sapani
Disphragis sapani är en fjärilsart som beskrevs av William Schaus 1937. Disphragis sapani ingår i släktet Disphragis och familjen tandspinnare. Inga underarter finns listade i Catalogue of Life.